# Réserve ornithologique de Boheman

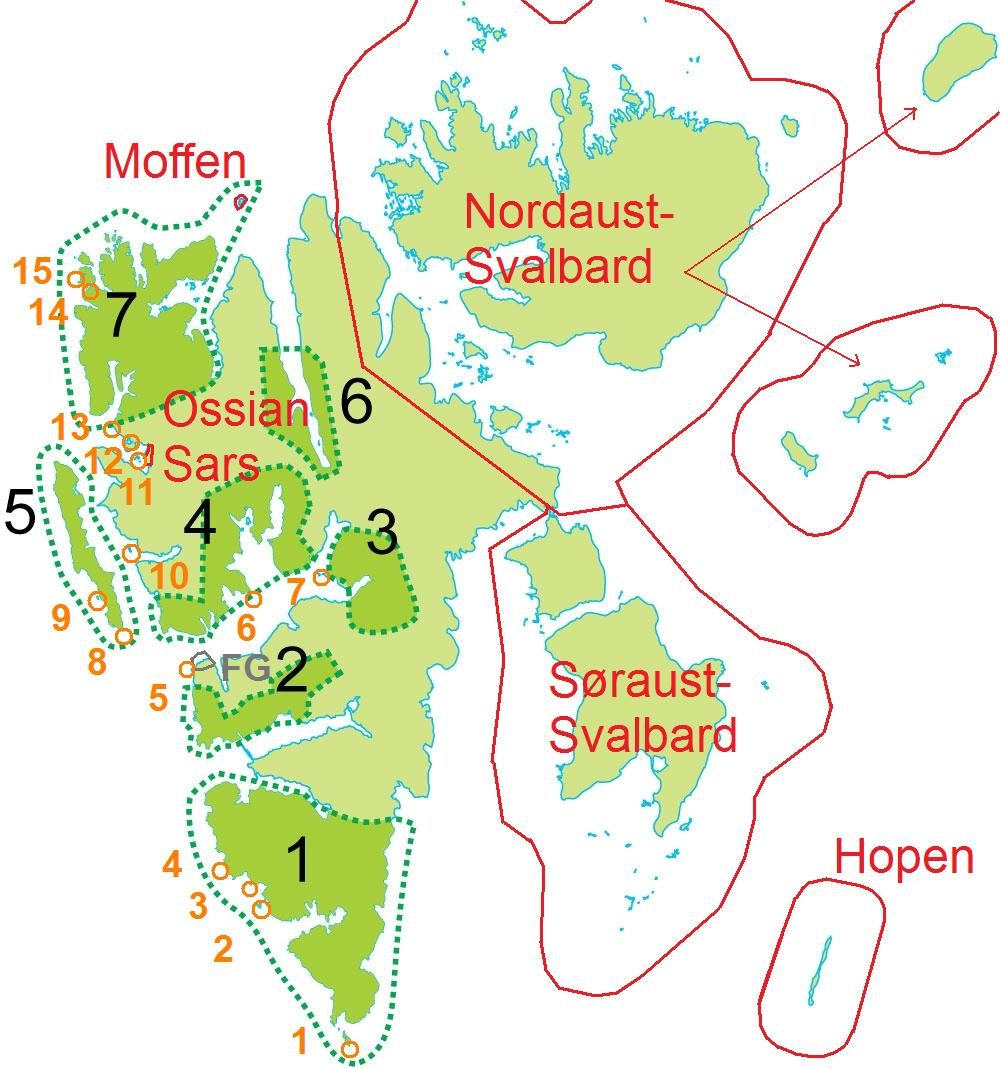
Carte des aires protégées au Svalbard. Les réserves d'oiseaux sont les petits chiffres orange, celle de Boheman porte le n°6.

La réserve ornithologique de Boheman  est une réserve naturelle de 2076 dekar (2,07 km2) qui comprend les îles au sud de Bohemanflya, dans le sud-est de la Terre d'Oscar II sur l'île du Spitzberg, au Svalbard. La réserve est située sur le côté nord de l'Isfjorden, et a été créée par arrêté royal le 1er juin 1973. Elle a une superficie de 2.07 km².
La réserve abrite des oiseaux nichant dans des falaises, des eiders, des oies et d'autres espèces d'oiseaux de mer. On y trouve également le fulmar boréal, mais celui-ci est nettement plus présent un peu plus au sud, à Alkhornet. Il est interdit de s'approcher de la réserve, plus particulièrement à l'époque où les oiseaux sont en train de couver afin d'éviter que les parents ne soient effrayés et que des oiseaux de proie ou des renards ne prennent les œufs. Les oiseaux peuvent être perturbés, même à plusieurs centaines de mètres de la plage.